# Nattesferd
Nattesferd je třetí studiové album norské hudební skupiny Kvelertak, bylo vydáno 13. května 2016. Jde o první album skupiny, které bylo nahráno v Norsku. Oproti prvním dvěma albům skupiny proběhly též změny na pozici producenta alba a autora obalu alba.
První singl z alba, „1985“, vyšel 8. března 2016, druhý singl, „Berserkr“, 12. dubna 2016.

## Seznam skladeb
| Pořadí         | Název                   | Délka |
| -------------- | ----------------------- | ----- |
| 1.             | Dendrofil for Yggdrasil | 5:40  |
| 2.             | 1985                    | 5:33  |
| 3.             | Nattesferd              | 5:03  |
| 4.             | Svartmesse              | 3:34  |
| 5.             | Bronsegud               | 2:57  |
| 6.             | Ondskapens Galakse      | 5:33  |
| 7.             | Berserkr                | 4:54  |
| 8.             | Heksebrann              | 9:05  |
| 9.             | Nekrodamus              | 4:47  |
| Celková délka: | Celková délka:          | 47:06 |

## Osoby

### Kvelertak
- Erlend Hjelvik – zpěv
- Vidar Landa – kytara, piano
- Bjarte Lund Rolland – kytara
- Maciek Ofstad – kytara, zpěv
- Marvin Nygaard – baskytara
- Kjetil Gjermundrød – bicí

### Ostatní
- Nick Terry[1] – mixing